# Bank Spółdzielczy w Kątach Wrocławskich
Bank Spółdzielczy w Kątach Wrocławskich – BS Kąty Wrocławskie (Genossenschaftsbank in Kąty Wrocławskie) ist eine polnische Genossenschaftsbank mit Hauptsitz in Kąty Wrocławskie und Niederlassungen in Sobótka und Żórawina. Der Vorsitzende der Bank ist Roman Górczyński. Am 30. Juni 2017 betrug die Bilanzsumme der Bank 208,5 Mio. Złoty (49,9 Mio. Euro).
Die Eröffnungssitzung der Gründer der Bank fand am 13. Oktober 1947 im Lokal des Stadtrats statt. Die Bank wurde am 28. Oktober 1947 im Amtsgericht in Wrocław unter dem Namen „Bank Spółdzielczy z odpowiedzialnością ograniczoną w Kątach Wrocławskich“ (Genossenschaftsbank mit beschränkter Haftung in Kąty Wrocławskie) registriert. Die ersten Kredite wurden am 27. Februar 1948 eingeräumt. Die finanzielle Unterstützung erhielt die Bank von der Banku Gospodarstwa Spółdzielczego we Wrocławiu (Bank der genossenschaftlichen Wirtschaft in Wrocław). Im Lauf ihrer Geschichte wurde die Bank mehrmals umbenannt und reorganisiert: Bank Spółdzielczy z ograniczoną odpowiedzialnością w Kątach Wrocławskich (Genossenschaftsbank mit beschränkter Haftung in Kąty Wrocławskie) 1947–1950, Gminna Kasa Spółdzielcza (Genossenschaftliche Gemeindekasse in Kąty Wrocławskie) 1950–1956, Spółdzielcza Kasa w Kątach Wr. (Genossenschaftliche Kasse in Kąty Wrocławskie) 1956–1961, Spółdzielnia Oszczędnościowo-Pożyczkową (Darlehen und Spargenossenschaft) 1961–1975. Seit 1975 trägt sie unverändert den Namen Bank Spółdzielczy w Kątach Wrocławskich. Am 3. Dezember 1991 fasste die Versammlung der Vertreter einstimmig den Beschluss zu einer Vereinigung mit der Südwestlichen Wirtschaftsbank in Wrocław. Seit 2002 wurde die Bank mit der BPS BANK (Bank der Polnischen Genossenschaft), die nach dem Zusammenschluss der 7 Regionalbanken  gegründet wurde, organisiert.